# Джеймс Гілрей
Джеймс Гілрей (англ. James Gillray 13 серпня, 1757, Челсі — 1 червня, 1815, Лондон) — британський художник, більше карикатурист зламу XVIII–XIX ст.

## Життєпис, ранні роки
Мав просте походження у британському суспільстві, давно орієнтованому на привілеї багатих верств населення. Батько майбутнього художника-карикатуриста був інвалідом війни. У битві при Фонтенуа він втратив руку. Батько був пацієнтом військового шпиталю у Челсі, тодішньому передмісті Лондона.

## Формування смаків і прагнень
Хлопець знав злидні і відчував несправедливість суспільного устрою у Англії. Це сформувало з роками спротив і прискіпливе ставлення до британської аристократії і британських політиків. Невдоволення життям, бідністю і спротив реальній політиці Британії навернули згодом художника до праці в галузі побутової і політичної карикатури. В ранній період він опанував техніку гравюри. Але був і етап пошуків себе, небезпечні молоді мандри тощо.
Необхідність мати фах примусила молодика повернутися у Лондон, де він влаштувався на навчання у лондонську Королівську академію на відділення графіки. За припущеннями, в цей період він заробляв створенням карикатур для різних періодичних видань, але ховався за різними псевдонімами. Використовував різні графічні техніки — офорт, акватинта, пунктирна гравюра. Серед художніх авторитетів художника-початківця — померлий на той час британець Вільям Хогарт і його карикатури. Як художник, був майстернішим за Томаса Ровлендсона, що теж працював карикатуристом, однак останній надто експлуатував еротику та побутові теми.

## Зрілі роки

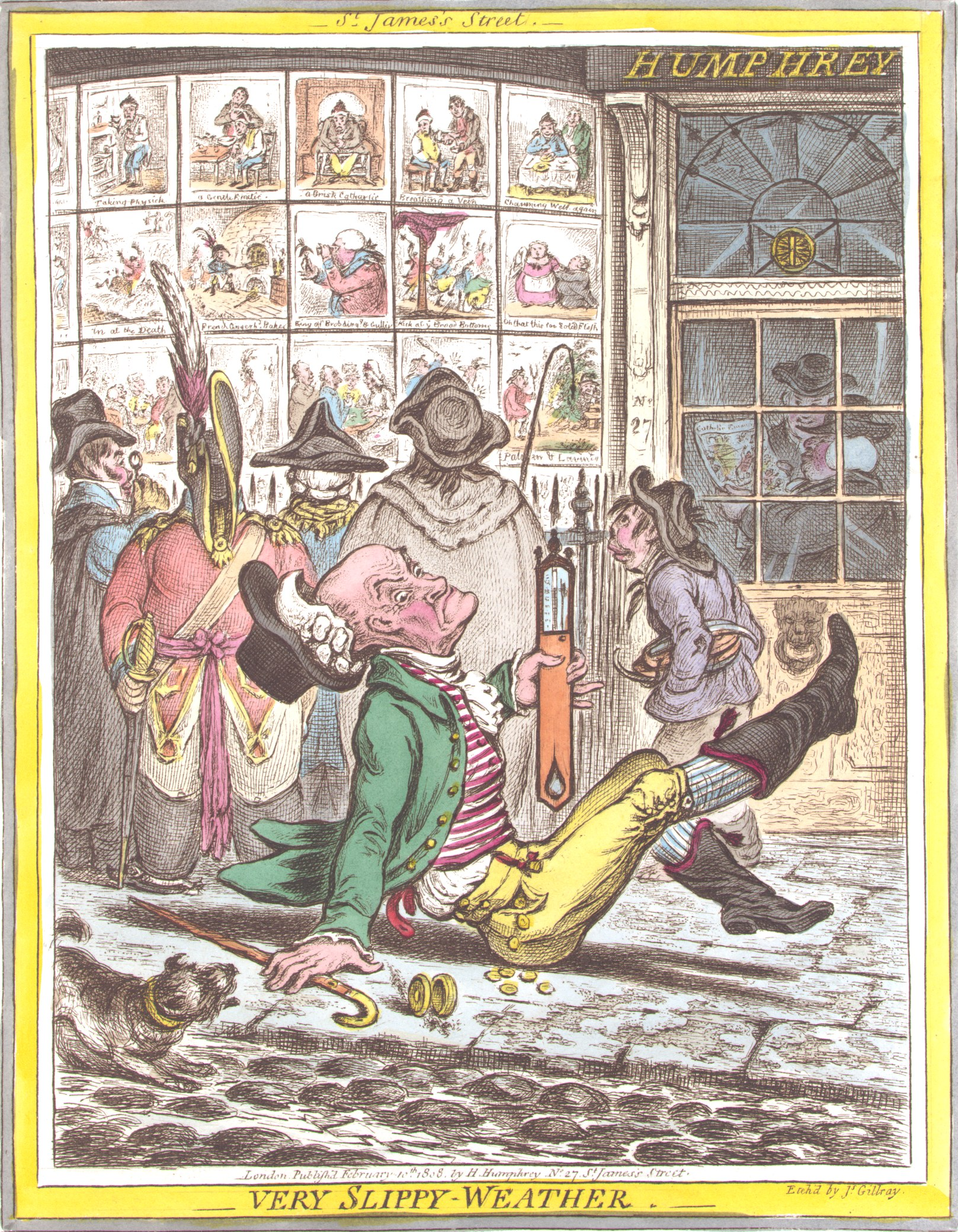
«Небезпечна ожеледиця», 1808 р.

Молодик зустрів Ханну Хамфрі, з котрою мав бізнесові і любовні стосунки. Вона забезпечувала торгівлю його гравюрами і карикатурами, а він творив. Тим не менше до офіційного шлюбу стосунки не дійшли.
У пізній період творчості була створена гравюра «Слизька погода» або «Небезпечна ожеледиця» (1808 р.) Її появу пов'язують із досвідом раннього періоду, коли натовп збирався біля вітрини крамнички пані Ханни Хамфрі і розглядав нові твори художника.

## Критика революції і всього французького

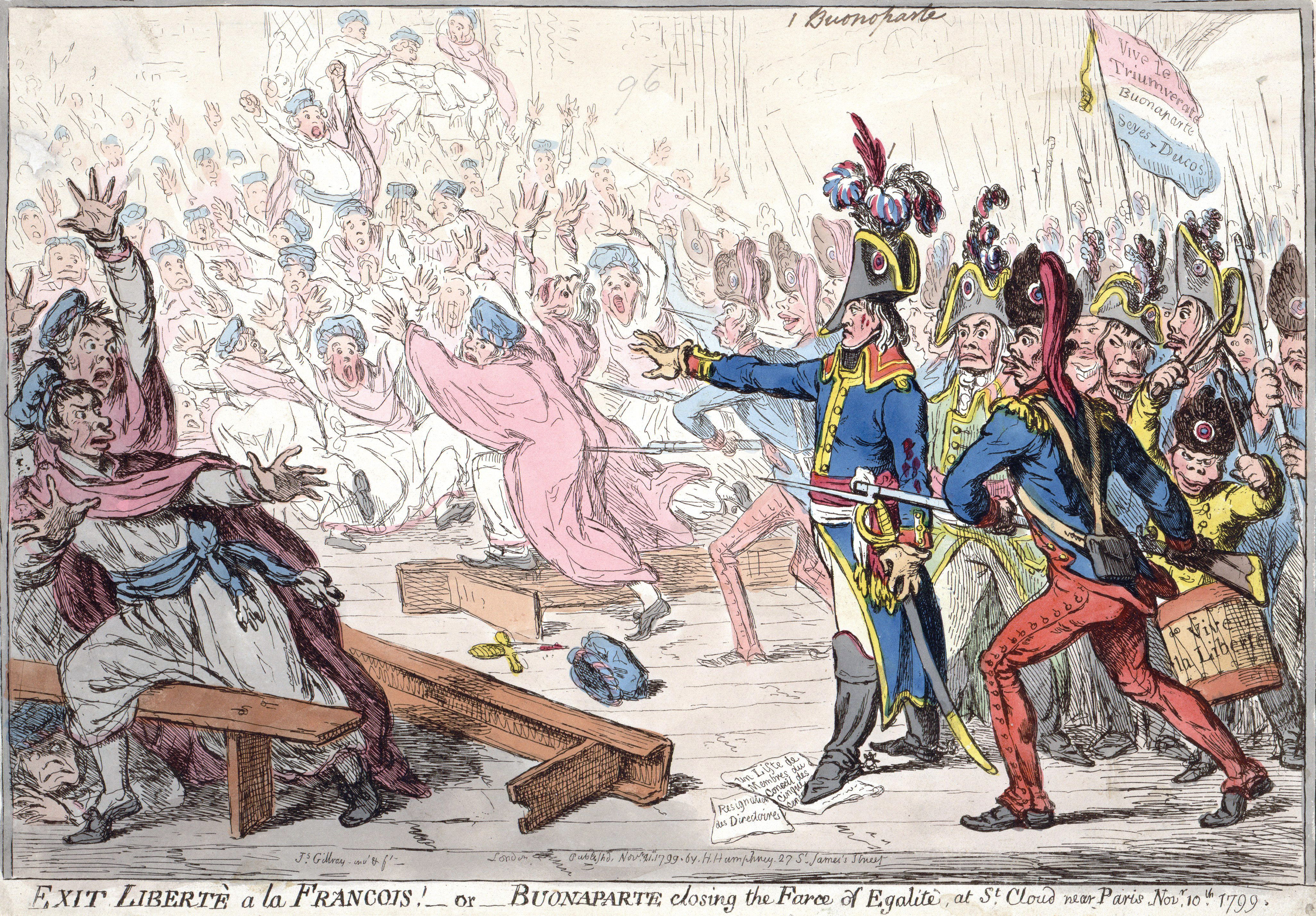
Карикатурист Джеймс Гілрей (1757—1815). «Наполеон насиллям припиняє фарс зі свободою у пореволюційній Франції», 1799 р.

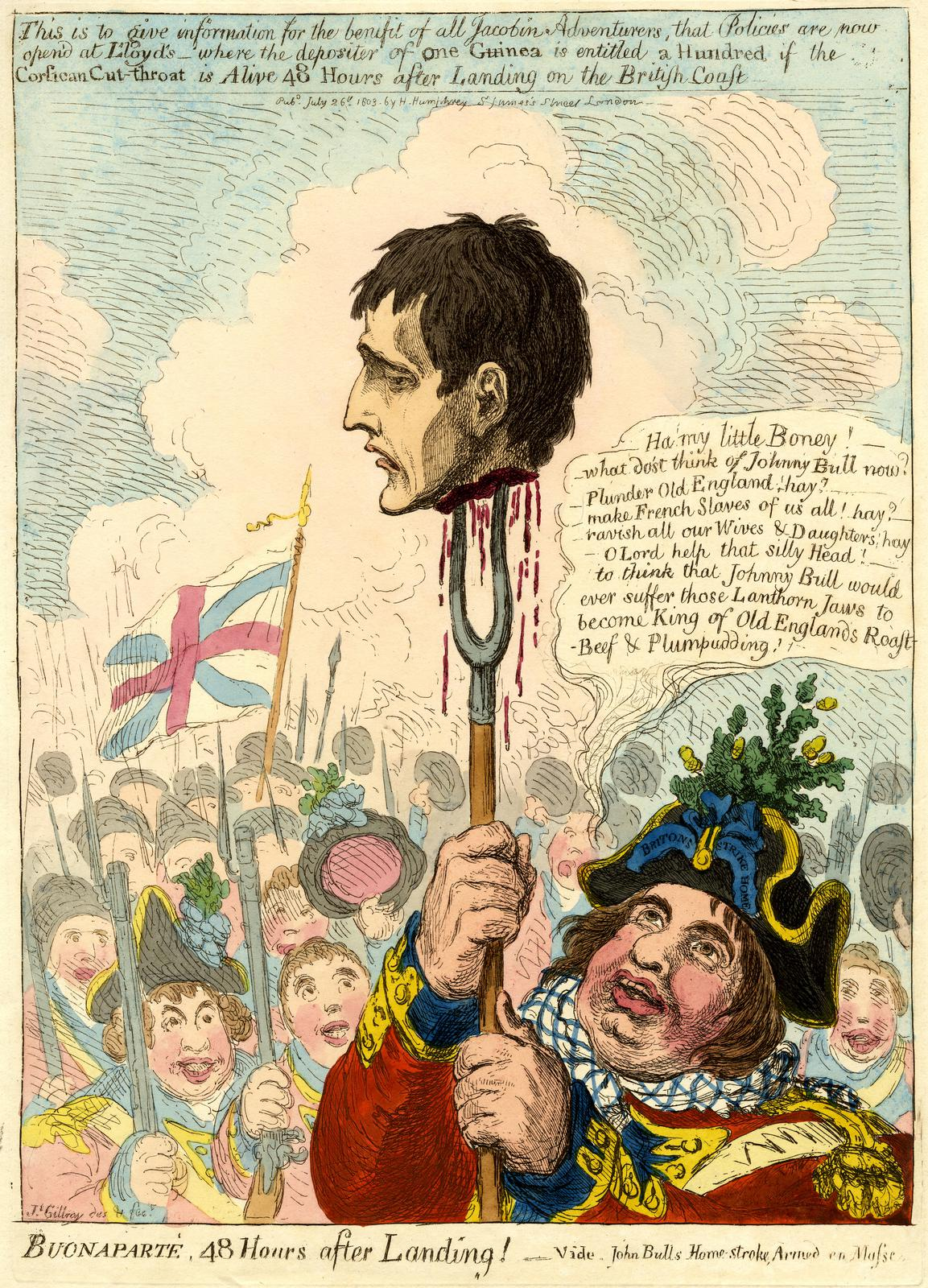
Джеймс Гілрей. «Що буде Наполеону від Джона Буля після вторгнення у Англію»

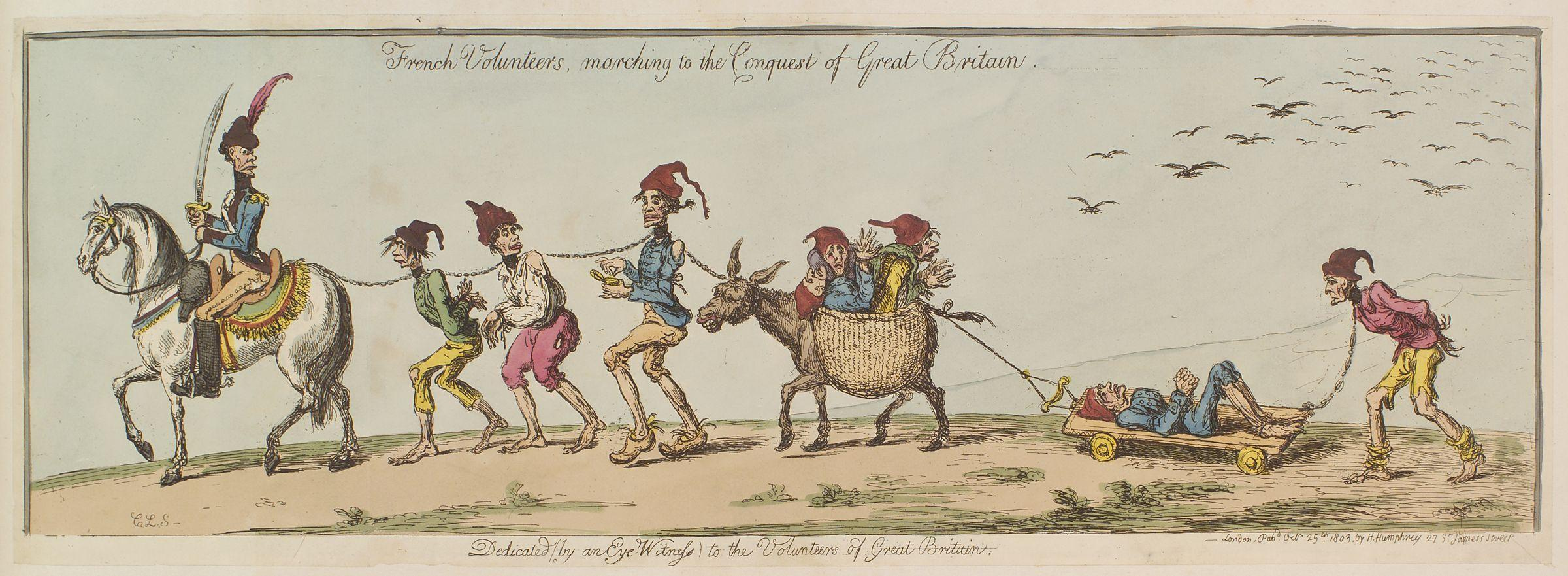
«Валка французів, що планує вторгнення у Англію», 1803 р.

Важливою політичною подією тогочасного життя стала французька революція 1789—1793 рр. За її критику і осуд непогано платили британські володарі періодичних видань. За подіями французької революції прискіпливо спостерігали у Британії і робили всі запобіжні заходи для нерозповсюдження ідей французької революції у Британії.
Так, в роки революції в Шотландії було створене «Товариство друзів народу», керував яким доктор Мюр. Вже 1793 року його притягли до суду в ліберальній Британії і засудили до 14 років каторжних робіт.
Критику подій французької революції маскували під аналітику і незаангажованість. У суспільстві Британії насадили консервативні і осудливі погляди на французьку революцію. Активним провідником консервативних і осудливих поглядів став і карикатурист Джеймс Гілрей. В хід пішов увесь арсенал давно вироблених образів бароко і образів новітніх — алегоричне зображення Британії як уособлення мудрості (ніяк не менше !), колісницю котрої тягнуть британський лев і ганноверський кінь (геральдичні звірі Британії і Ганновера), розгніваний критикою Наполеон і навіть Джон Буль (ще одне уособлення Британії), що відрубає голову Наполеону, якщо той наважиться напасти на Британію. У Наполеона Бонапарта був план висадитися на острівну Британії і захопити Лондон. Реакцією на цей план і стане чергова карикатура Джеймса Гілрея, найбільш радикальна у циклі осудливих карикатур на події французької революції і на плани та дії Наполеона.

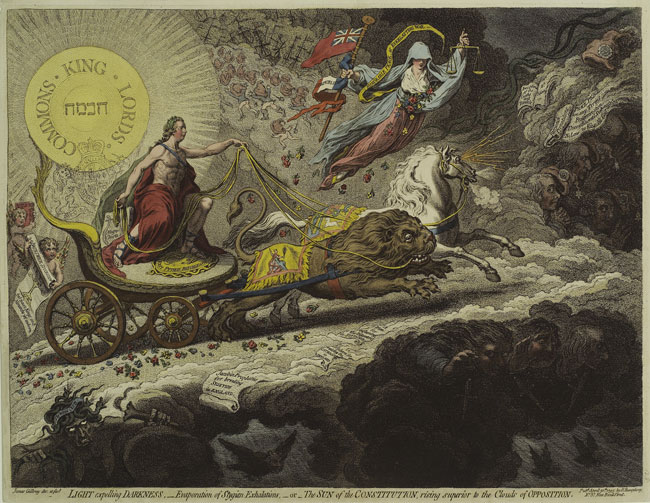
«Мудра Британія перемагає інтриги  французів» або «Світлий Феб жене геть Пітьму», розфарбований офорт, Нью-Йоркська публічна бібліотека
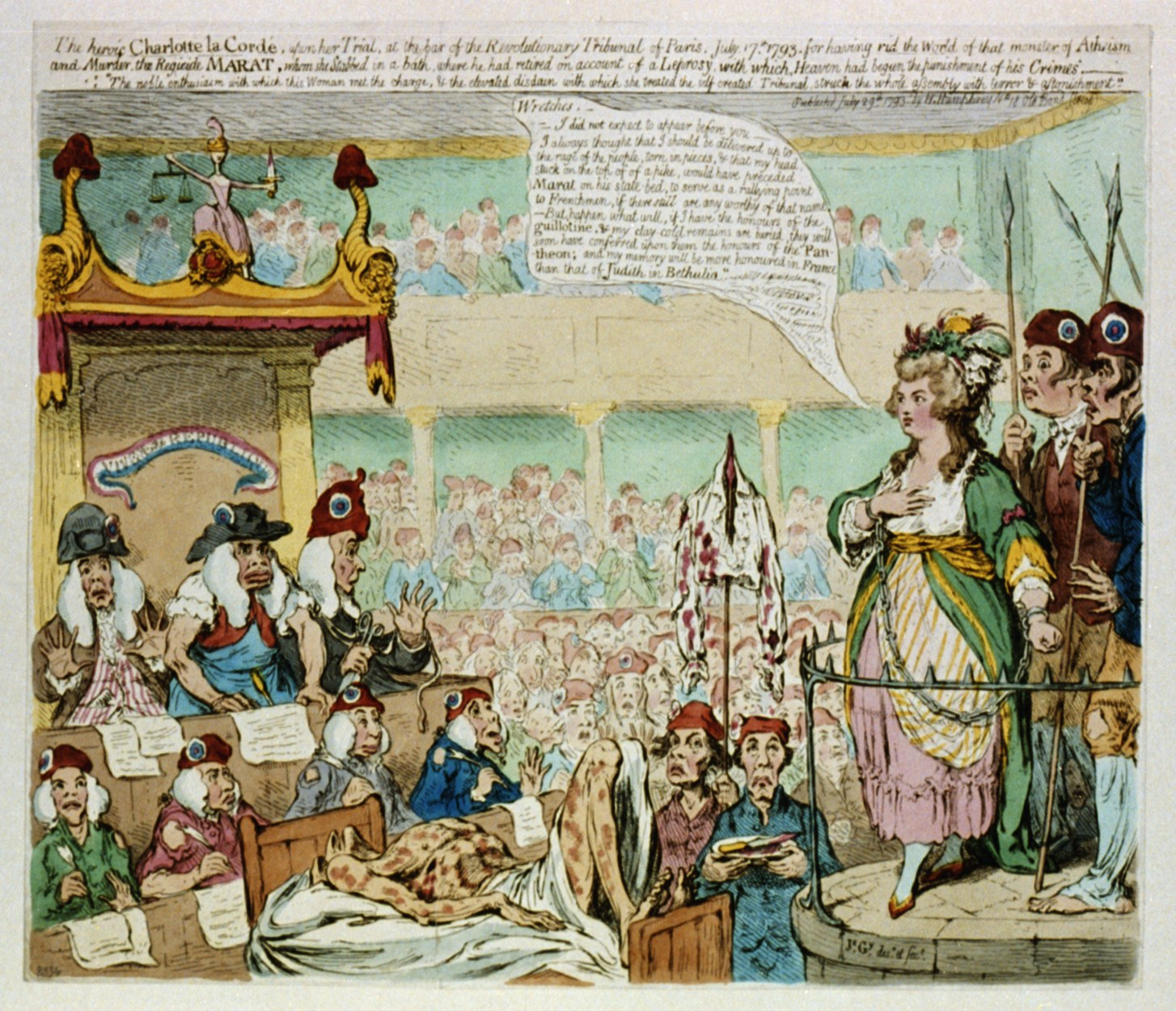
«Убивця Марата Шарлота Корде у кайданах перед революційним трибуналом», 1793 р., Бібліотека Конгреса США.
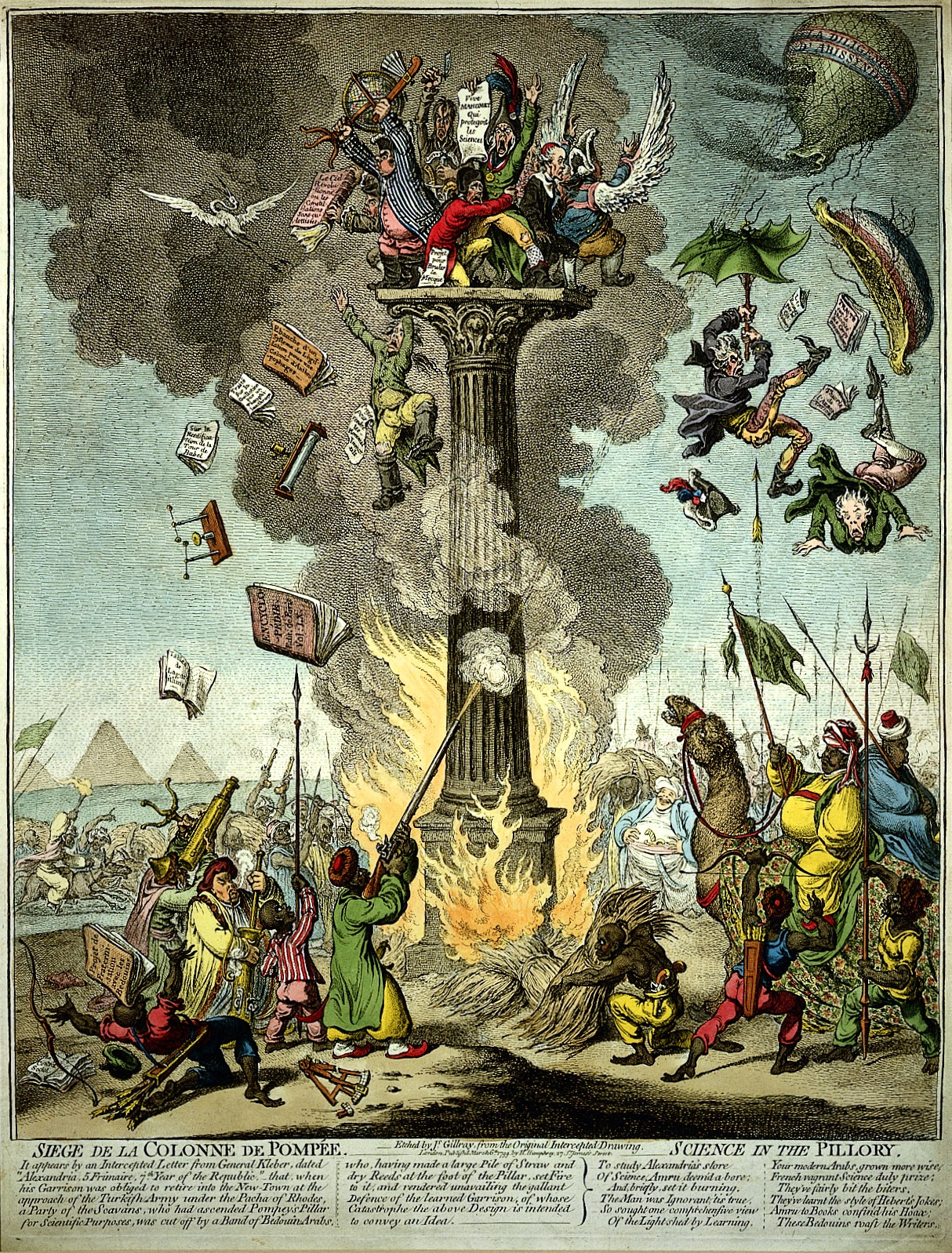
«Купка французьких науковців, що покинута Наполеоном у Єгипті і страждає від вояків-арабів», 1799 р.,
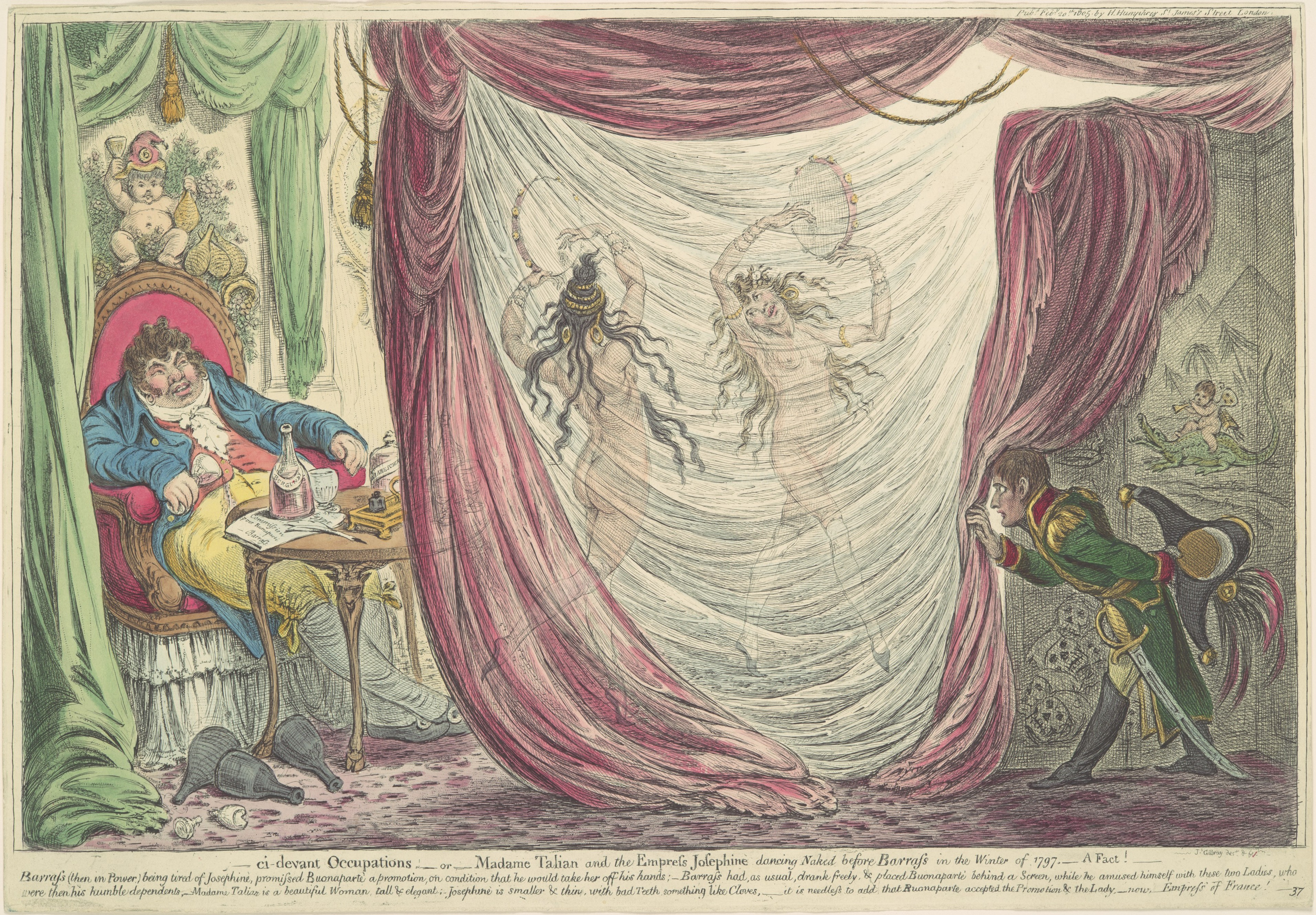
«Пол Баррас розважає Наполеона та Тальєна танцями оголених жінок», 1805 р.
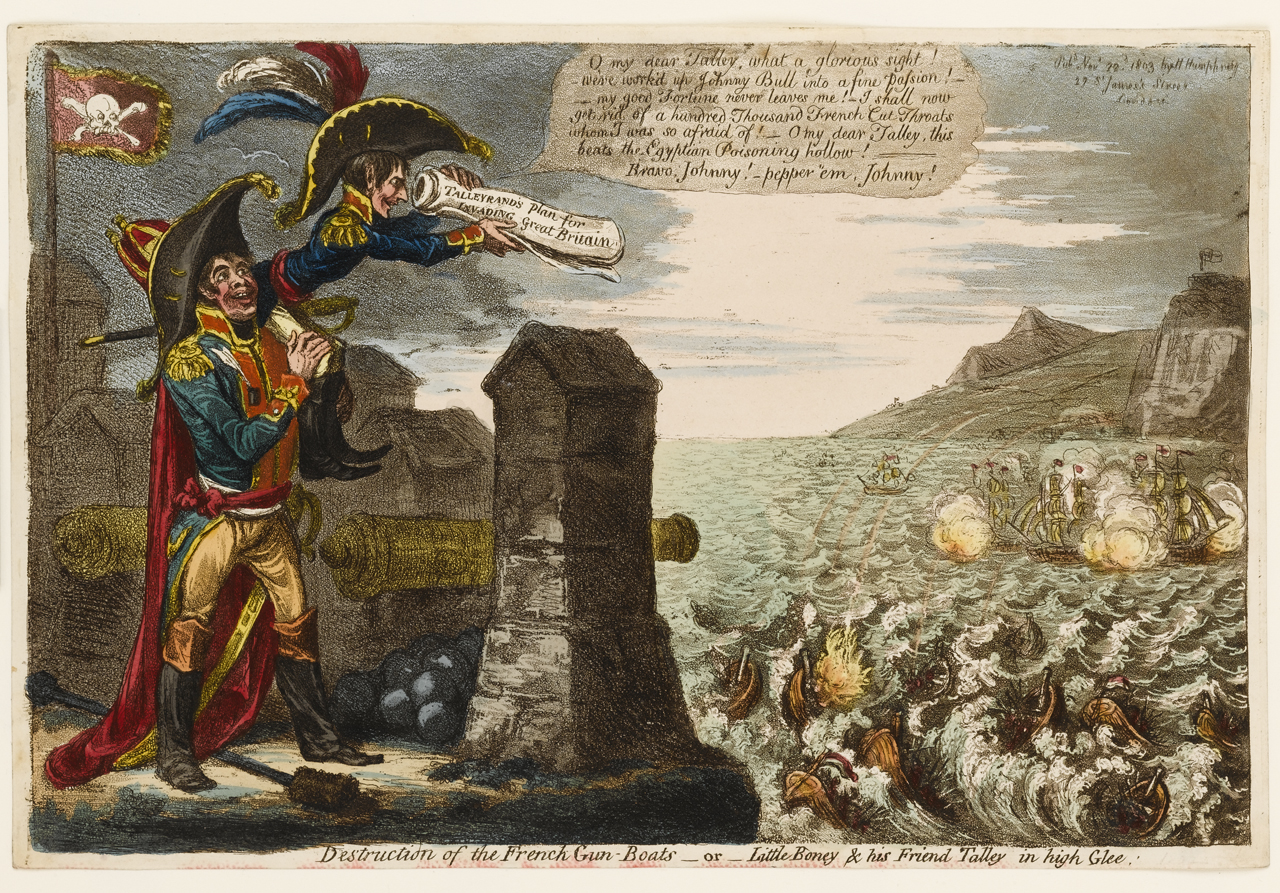
Карикатура на Талейрана і Наполеона Бонапарта та знищення французьких військових човнів англійцями.

## Джон Буль і критика внутрішніх справ

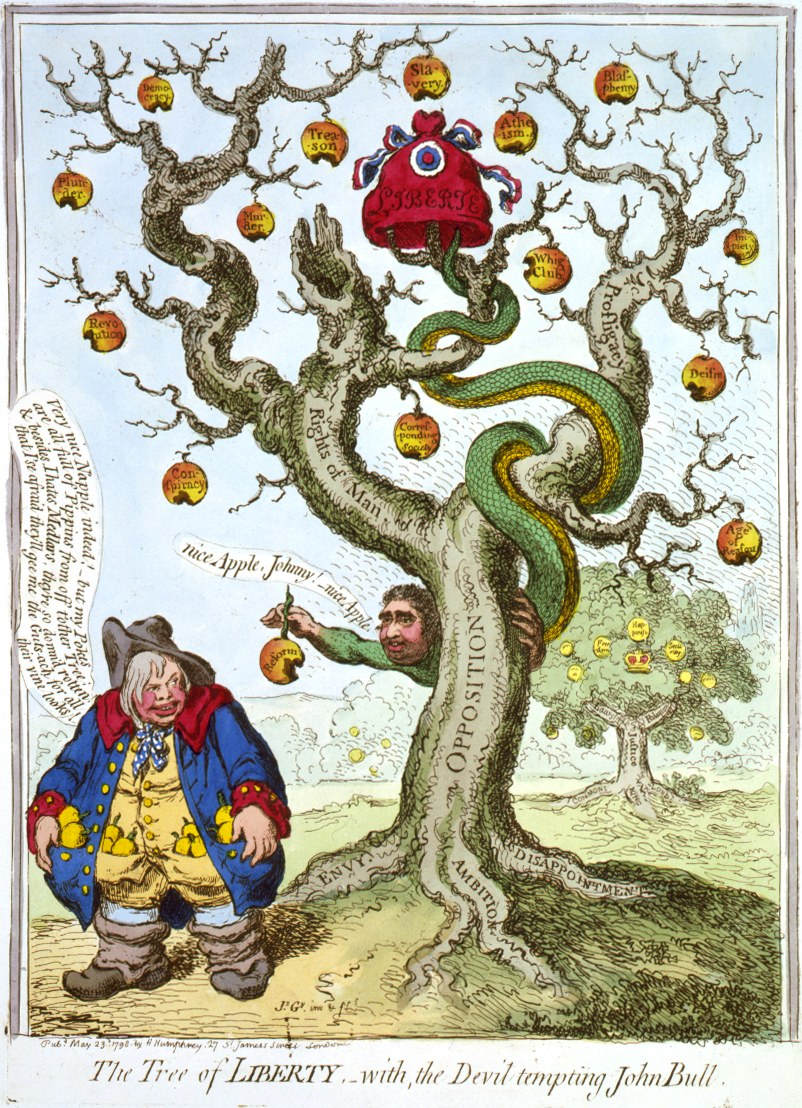
«Дерево Свободи» або «Джону Булю прагнуть підсунути гниле яблуко»

Абсолютним антиподом рішучому Джонові Булю (у антифранцузьких карикатурах) постає той же Джон Буль у карикатурах на британську тематику. Товстий, нетямущий, заляканий і довірливий дурник, він платить зайві гроші грабіжникам-чиновництву, він учасник паніки з паперовими грошима, сліпий, що дає себе пограбувати, обдурити і бути побитим.

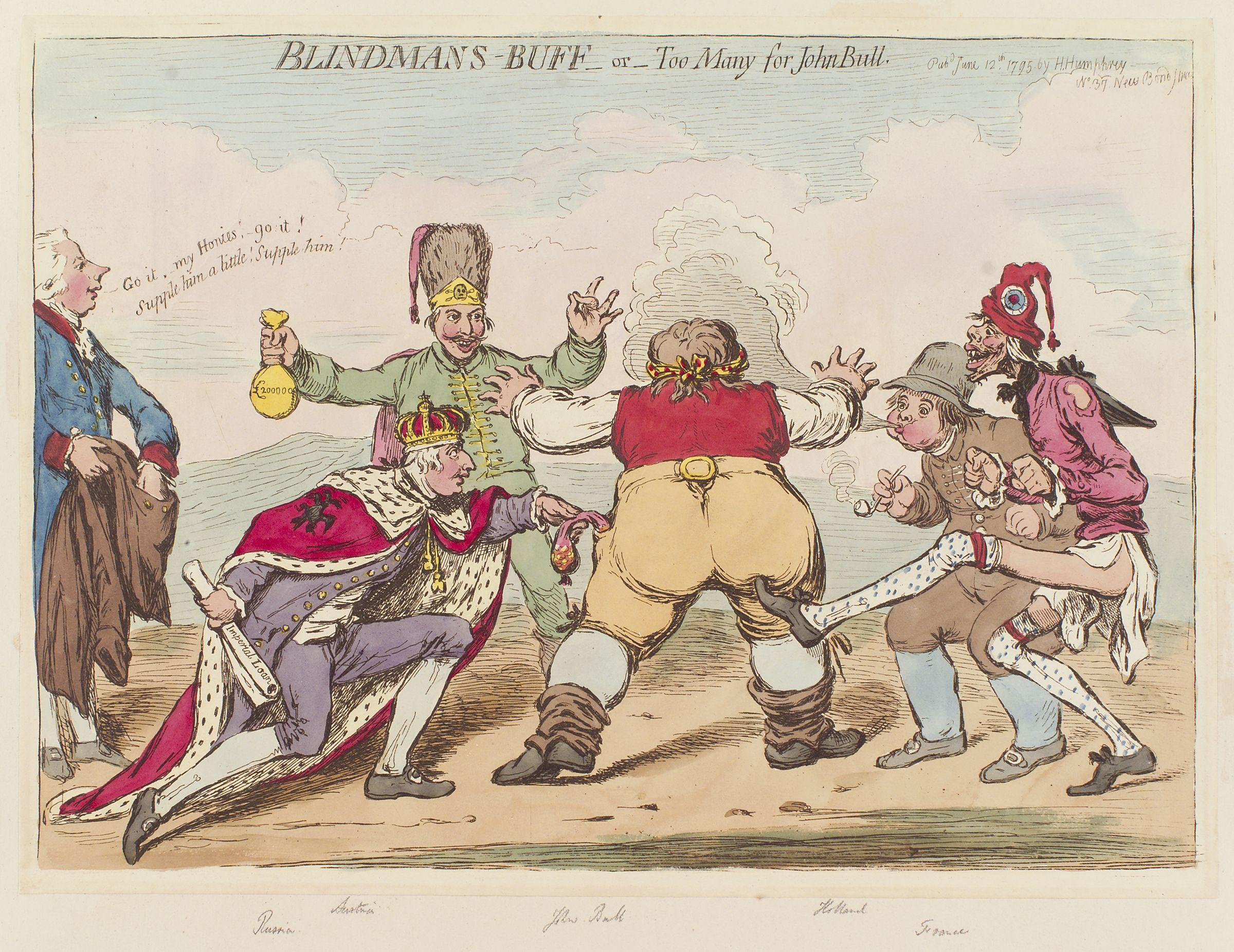
«Наслідки сліпоти Джона Буля»
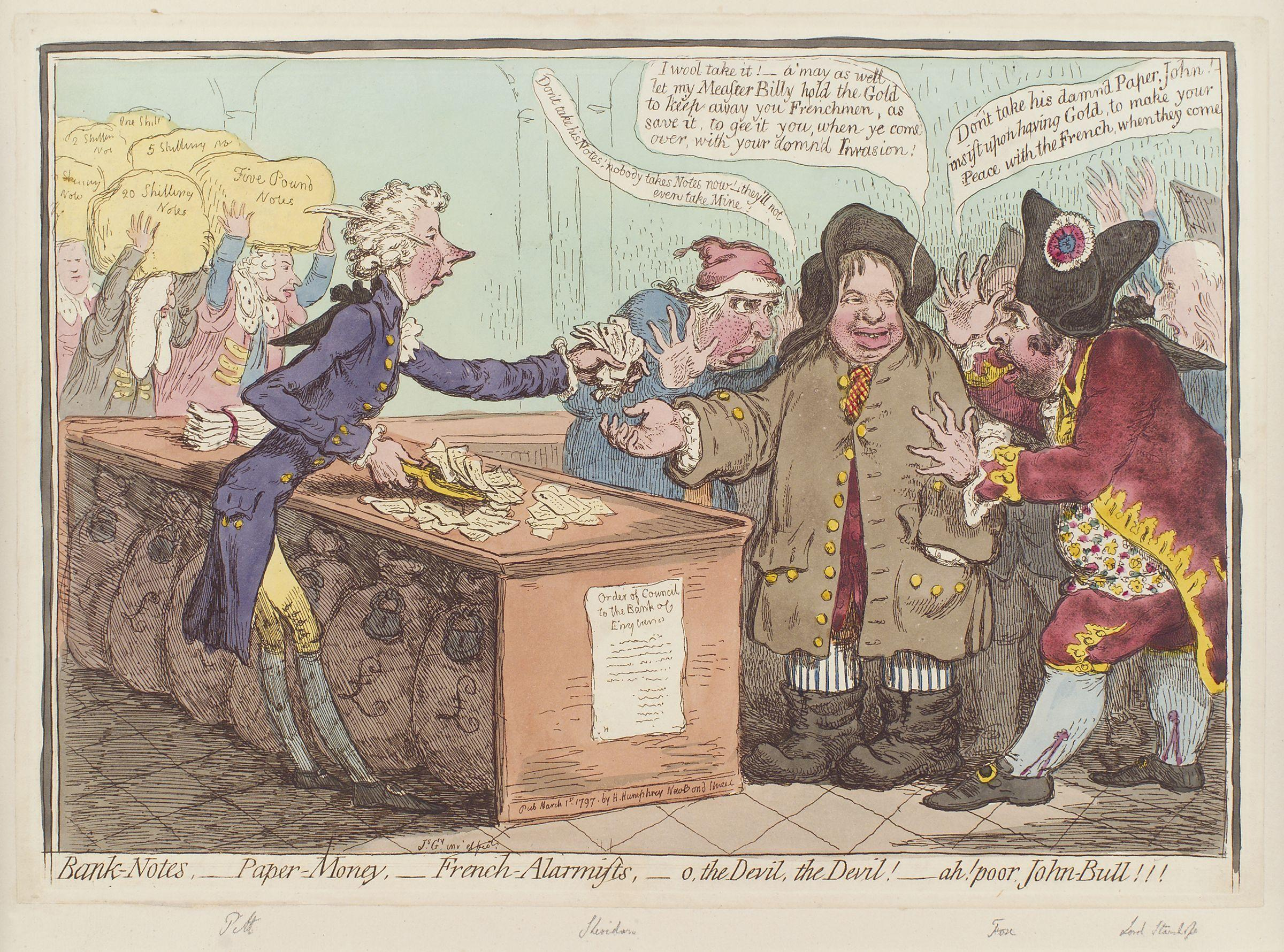
« Джон Буль і паніка з паперовими грошима»
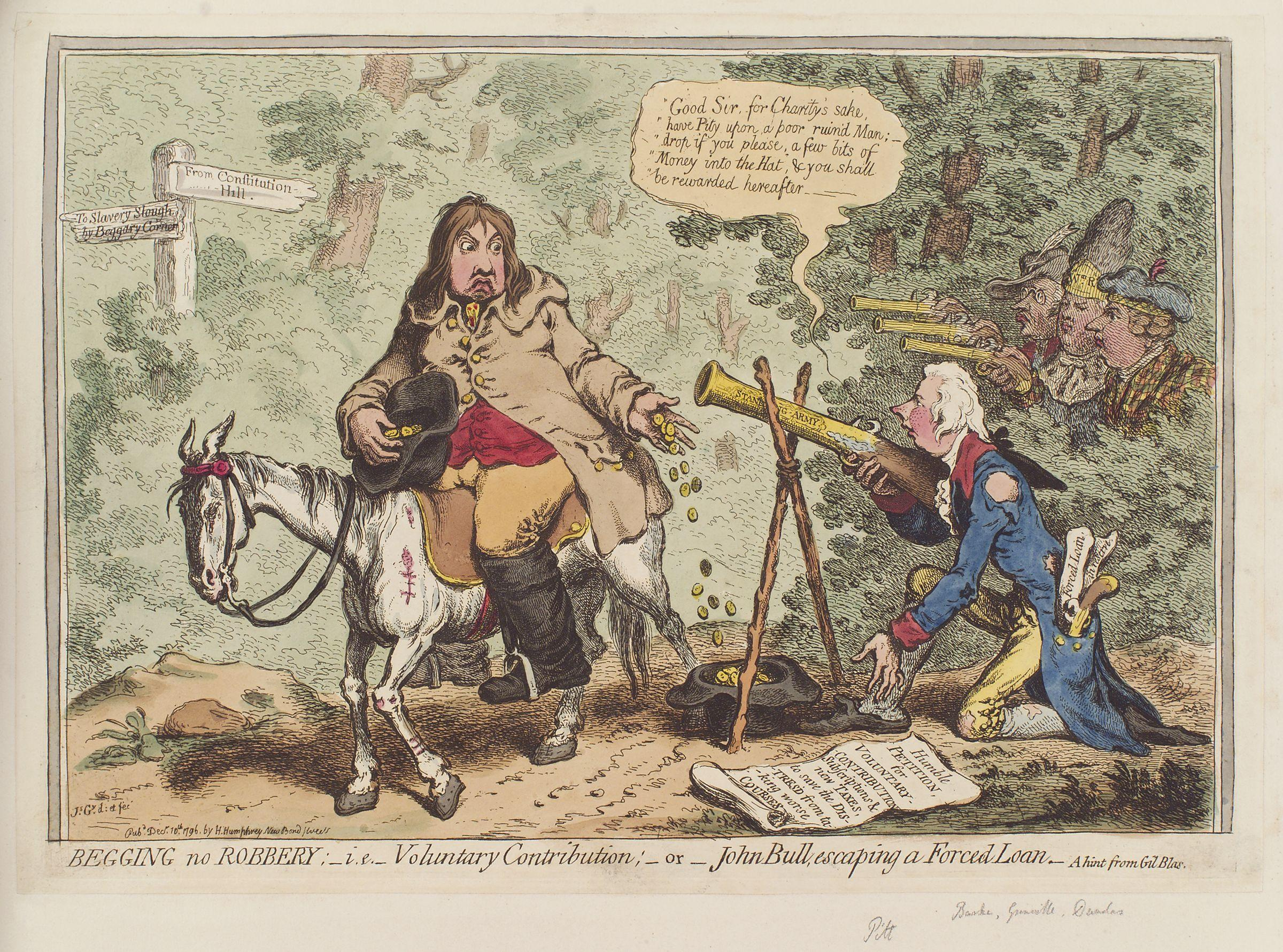
«Добровільний внесок Джона Буля під загрозою рушниць» або «Тільки не грабуйте !»

## Карикатури на політичні теми і на політика Фокса

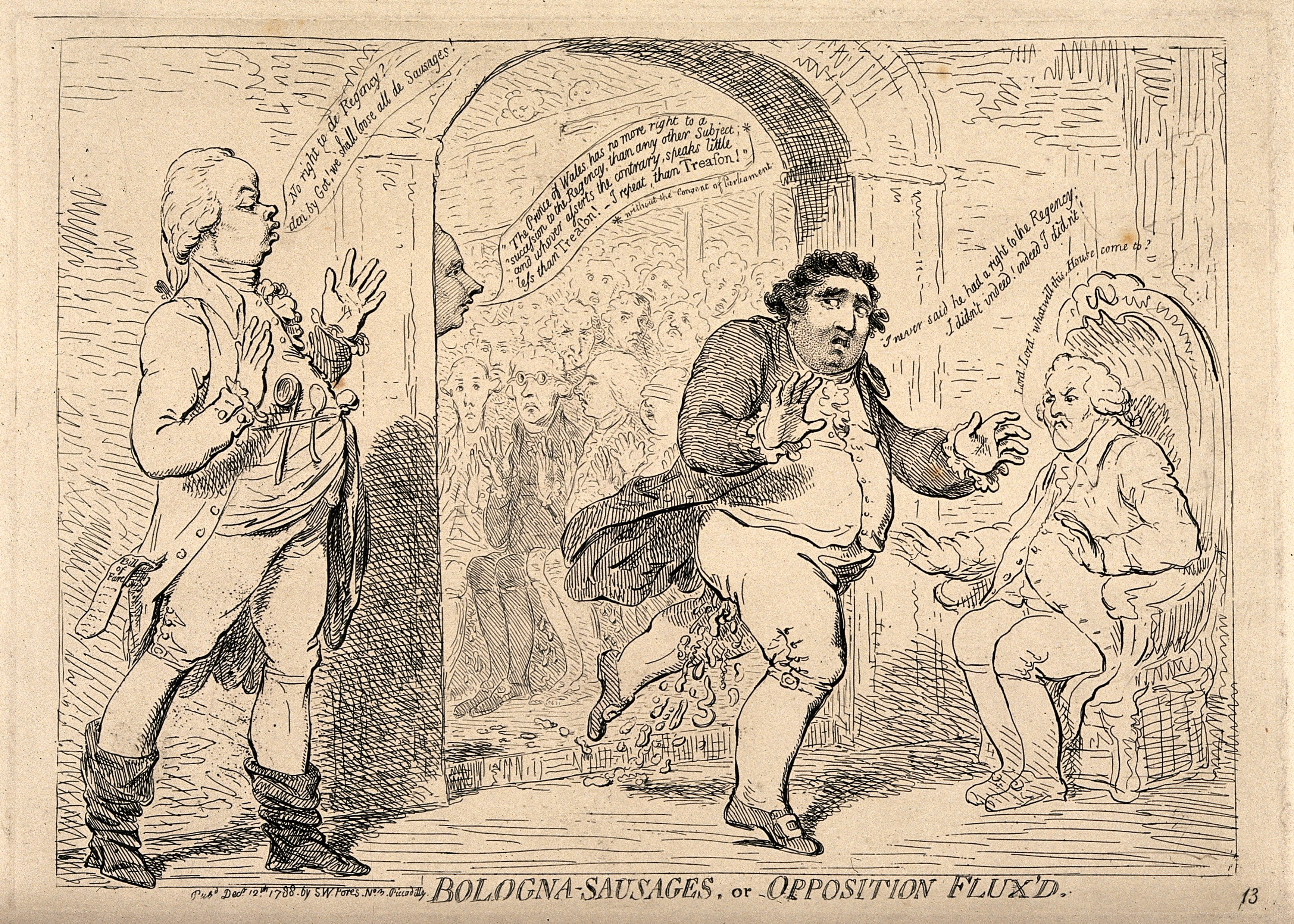
«Втеча політика Фокса з парламента»

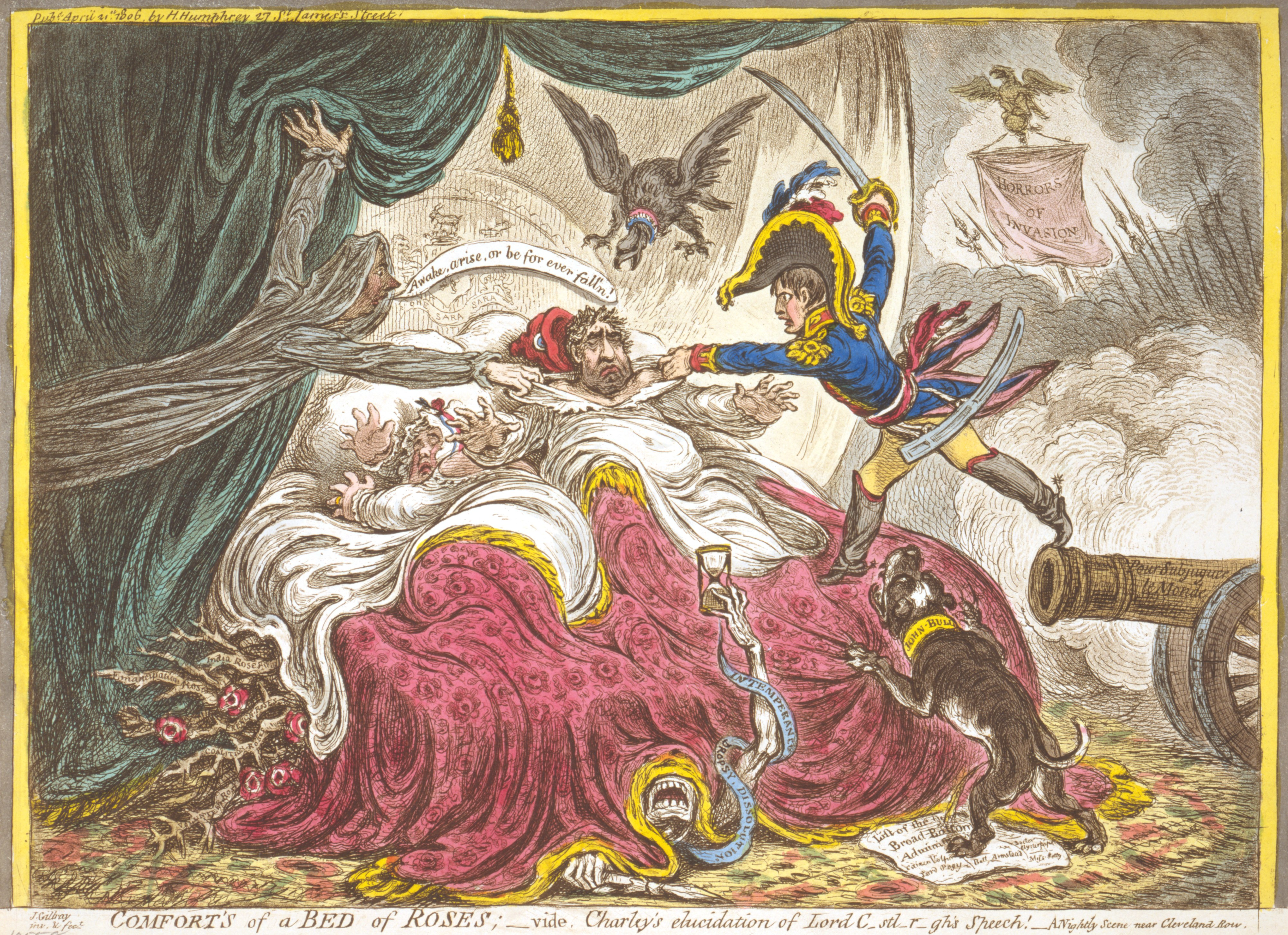
«Нічні кошмари політика Фокса» або «В рожевому ліжку»

Аналіз карикатур Джеймса Гілрея доводить, що він не мав прихильності ні до партії вігів, ні до партії торі.
Досить часто темою політичних карикатур Гілрея ставав британський політик і аристократ Чарльз Джеймс Фокс (1749—1806). Фокс був онуком позашлюбного королівського сина Карла ІІ, герцога Ричмондського. Багатій і аристократ, Фокс розважався політикою і отримав популярність у Британії і у Європі, бо перейшов у опозицію до уряду, підтримував американські колонії у їх боротьбі проти колонізаторів-британців, відрізнявся схвальним ставленням до французької революції. Сміливість парламентських спічів Фокса йшла від захищеності у мирній Британії і від успадкованого багатства, котре він не наживав.
Гілрей зробив аристократа Фокса предметом нищівної критики, звинувачуючи того у всіх недоліках і гріхах французької революції. Все, що пропонував Фокс, викликало у Гілрея спротив і новий напад сатири. Вже не консерватором, а цинічним обскурантом став Джеймс Гілрей, коли створив карикатуру «Патріотичне оновлення або парламентська реформа». Фокс запропонував парламентську реформу з обережним пом'якшенням стану народу при збереженні усіх пільг аристократів Англії, до котрих належав і сам. Гілрей вважав, що Фокс запропонував реформи на кшталт французької революції з її скасуванням релігії, скасуванням приватної власності (священної і недоторканої у Британії), за право скасувати королівську владу. Всі ці «гріхи» політика Фокса, реальні і надумані карикатуристом, і були представлені у карикатурі «Патріотичне оновлення або парламентська реформа». У правому кутку гравюри три непривабливі постаті гріються у печі-буржуйки, де спалюють Біблію та Велику Хартію Вільності, дві «священні корови» консервативної британської політики.

## Найменш цікаві побутові карикатури
Найменш цікавими у творчому спадку графіка Гілрея виявилися побутові карикатури. Він старанно обігрував недоліки обслуги перукаря, недолугі дамські моди і її крайні вияви, нудьгу багатіїв, котрим нема чого прагнути. Особливо часто він звертався до створення карикатур на тогочасних лікарів і шарлатанів від медицини. Сатирична графіка Гілрея ніяк не вплинула на стан явищ ні у дамських модах, ні у нудному побуті багатіїв, обмежених і позбавлених прагнень, ні у стані обслуги перукарів, ні у наявності шарлатанів у медицині ні тоді, ні тепер. Побут виявився консервативним і непідвладним ні сатирі Гілрея, ні сатирі армії карикатуристів, що наслідували митцю у наступні століття.

## Галерея обраних карикатур

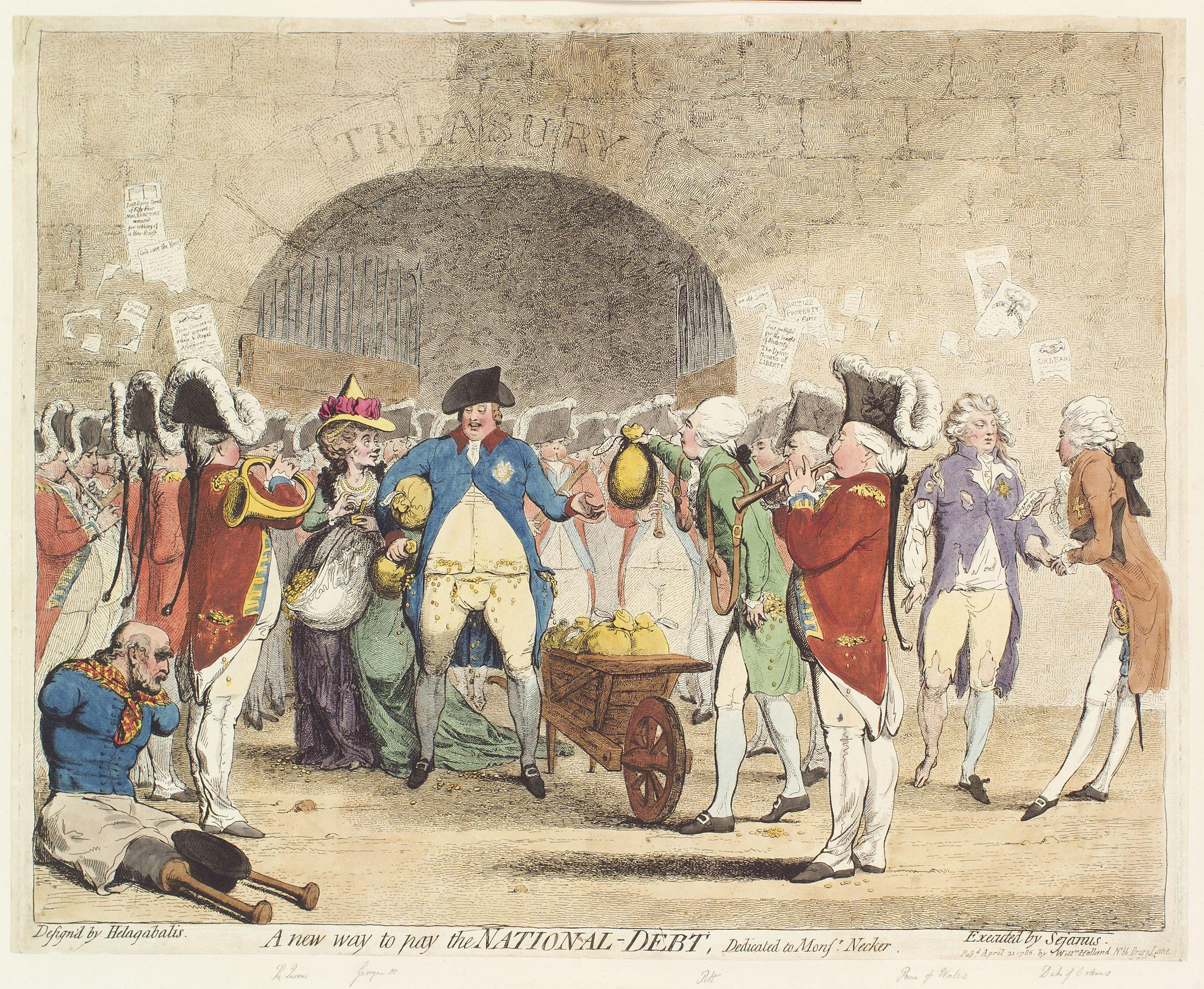
«Новий спосіб оплати національного боргу», 21 квітня 1786 р.
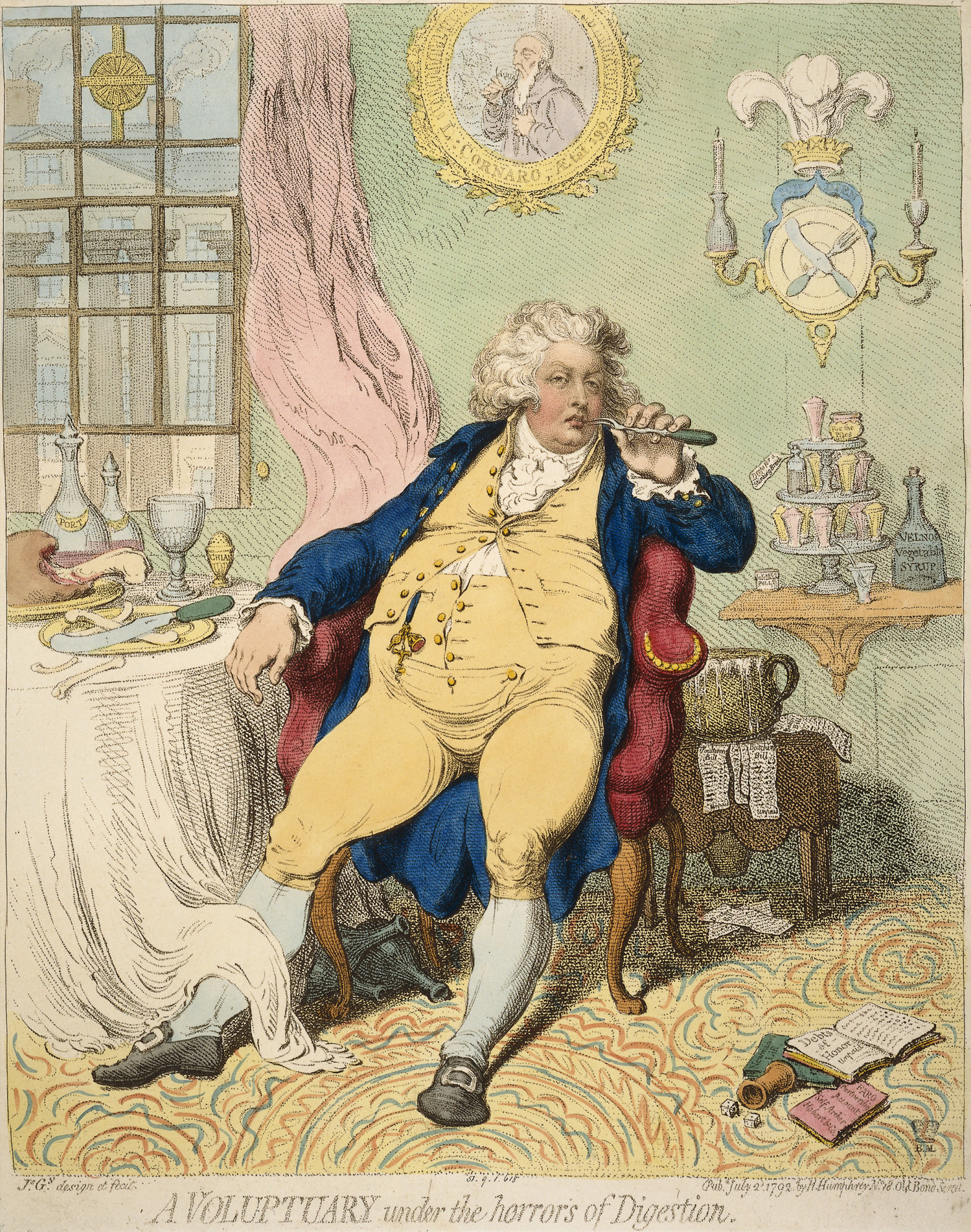
Джеймс Гілрей. «Ненажера», 2 липня 1792 р.
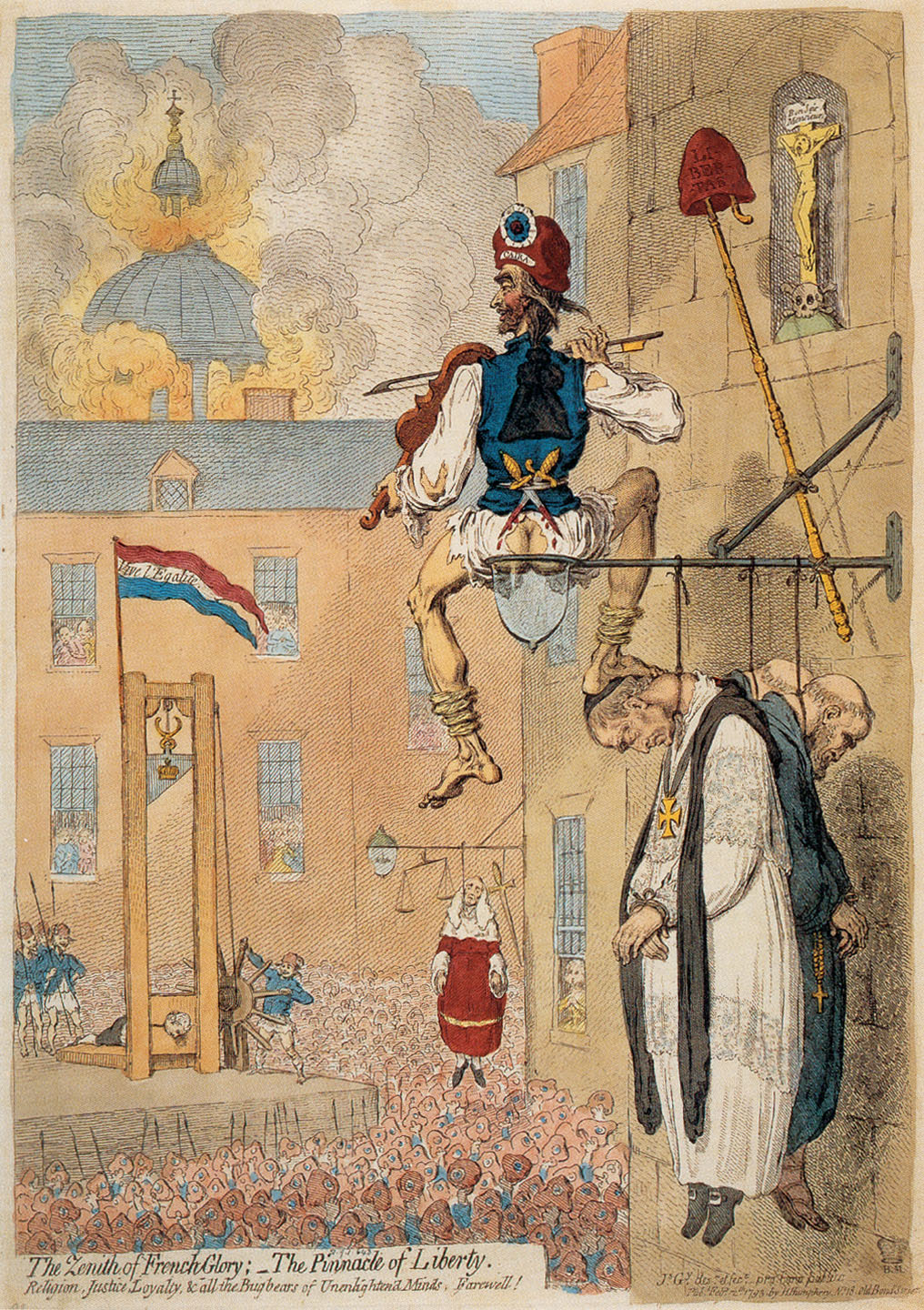
Джеймс Гілрей. «Вище досягнення французької слави», 12 лютого 1793 року
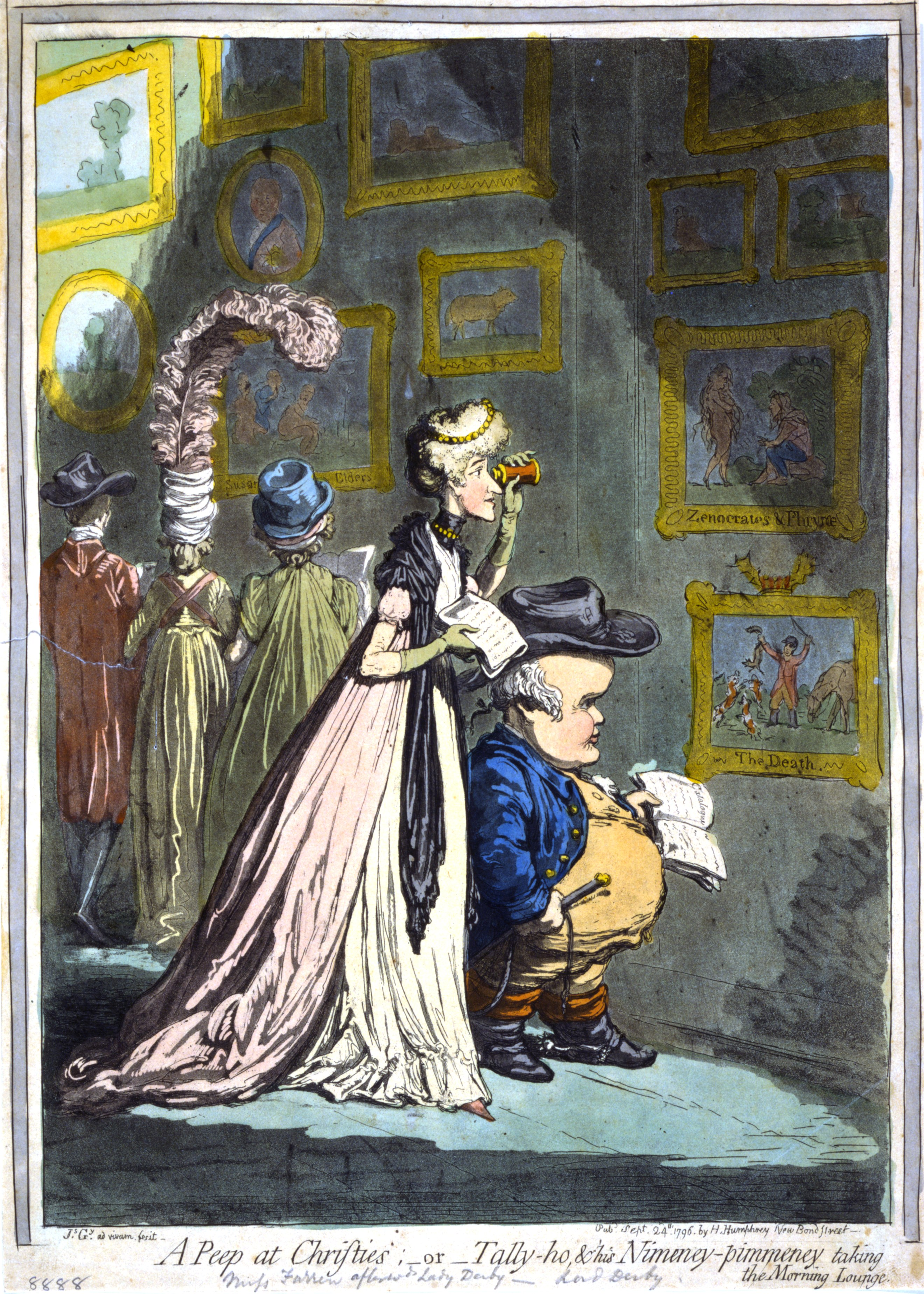
Джеймс Гілрей. «Глядачі на аукціоні Крісті»(акторка місс Елізабер Фаррен та лорд Дербі), 1796 р.
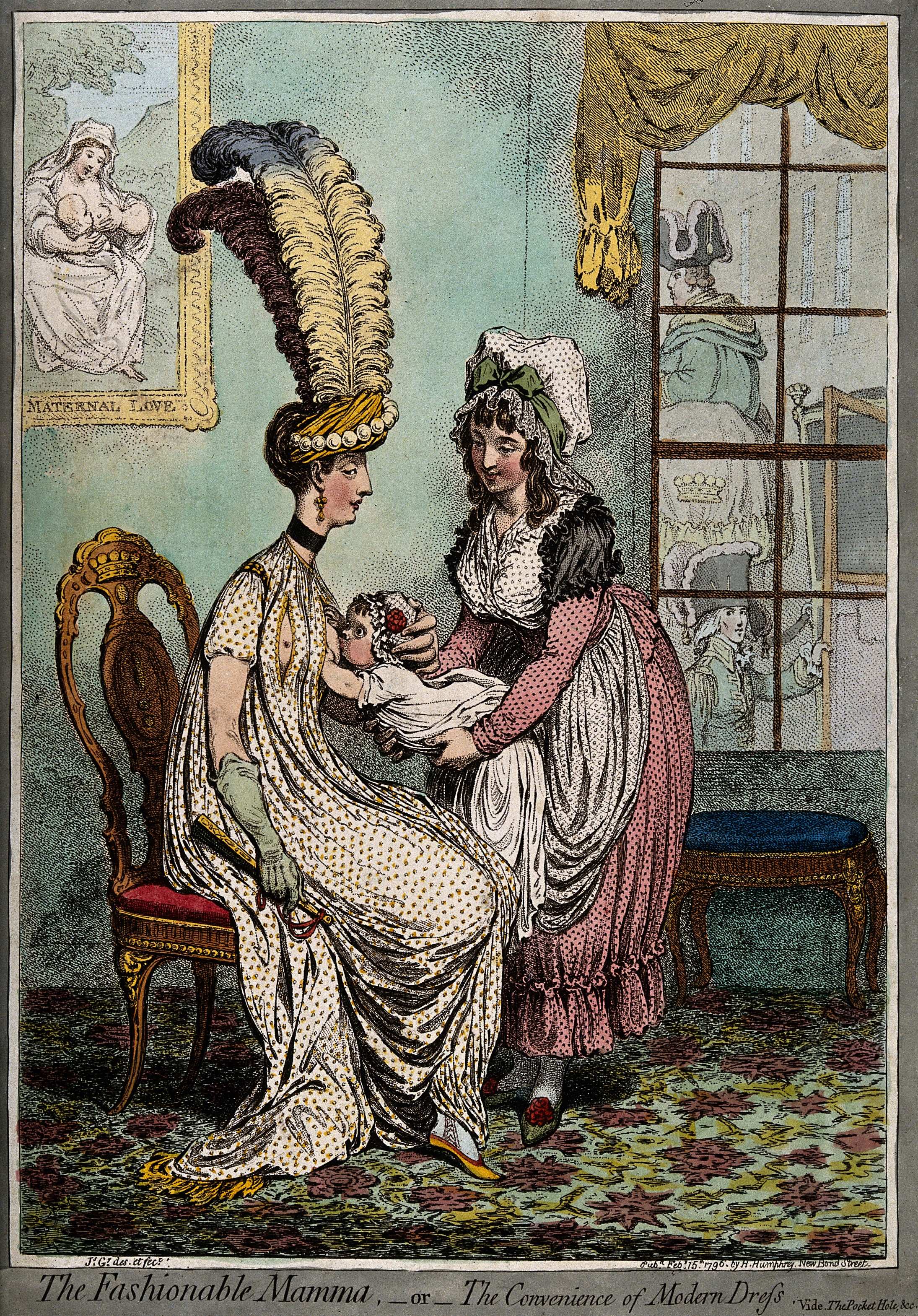
Джеймс Гілрей. «Занадто модна мати не бажає попсувати модну сукню», 1796 р.
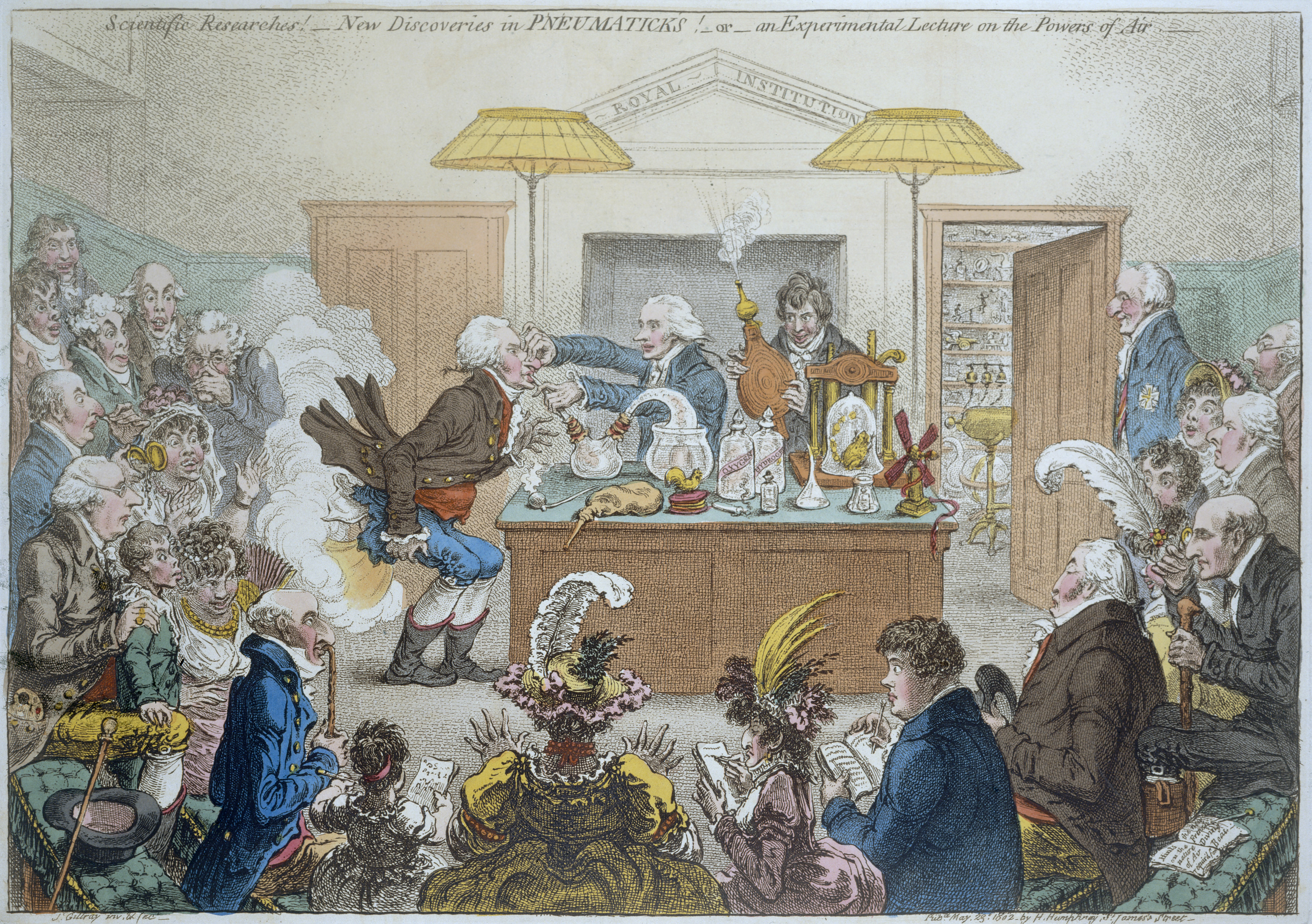
Джеймс Гілрей. «Лекція з пневматики у Королівському інституті для багатіїв», 1802 р.